# Діомидов Павло Діонисійович
Діомидов Павло Діонисійович (*1795 — †8 грудня 1874, Переяслав) — український педагог та церковний діяч. Професор Переяславської семінарії, настоятель Переяславського Вознесенського собору. Вихованець Києво-Могилянської академії. 

## Біографія
Навчався в Києво-Могилянській академії. Продовжив освіту в Київській Духовній академії, яку закінчив 1823. 
Спершу працював у Київській єпархії інспектором Уманським, потім Черкаського духовного училища. 1828 переведено до Переяславської семінарії наставником і викладачем цивільної історії (до 1845). 
1832 прийняв сан священика при Переяславському Вознесенському соборі. 1832-1864 — наглядач Переяславського духовного училища. 1835-1847 — член Переяславської консисторії (до переведення в Полтаву). Протягом 13 років — член духовного правління, 17 років — настоятель Переяславського Вознесенського собору, 18 років — міський благочинний. 
Відзначався винятковою скромністю, чесністю і копіткою працею. Зберігав усі записки і настанови, що видавалися студентам. Під кінець життя передав їх до бібліотеки Київської Духовної академії.
Особисте життя склалося трагічно. Після семи років подружнього життя померла його дружина, і вже дорослими відійшли обидва його сини (один був студентом КДА, другий уже працював). Втративши родину, жив самотньо. Усі свої кошти віддавав на благодійні справи. На користь причту Переяславської Миколаївської церкви передав 295 руб. Збудував 1868 Миколаївську церкву (на Заальтицькому цвинтарі), біля якої були поховані його дружина й сини. На спорудження її дзвіниці передав 800 руб., на оновлення іконостаса та інших потреби 1860 пожертвував 200 руб. сріблом, 1872 та 1873 — ще 150 руб. сріблом. Для цілей опікування над бідними Орловської губернії передав 150 руб., Полтавському жіночому єпархіальному училищу — 150 руб. (тут була й стипендія його імені — 1700 руб.). Ґрунт з невеликим будинком заповів родині, яка допомагала йому понад 40 років, родичам в Орловській губернії — 3000 руб., а бібліотеку — Переяславському духовному училищу.
Помер у Переяславській міській лікарні і був похований на міському цвинтарі поруч зі своїми рідними.